# جون ماكغفرن (لاعب كرة قدم)
جون ماكغفرن (بالإنجليزية: John McGovern)‏ هو لاعب كرة قدم ومدرب كرة قدم بريطاني، ولد في 28 أكتوبر 1949 في مونتروز في المملكة المتحدة. شارك مع منتخب اسكتلندا تحت 21 سنة لكرة القدم. أما مع النوادي، فقد لعب مع بولتون واندررز وديربي كاونتي وليدز يونايتد ونادي هارتلبول يونايتد ونوتينغهام فورست.

## وصلات خارجية
- جون ماكغفرن على موقع الاتحاد الأوربي (الإنجليزية)
- جون ماكغفرن على موقع قاعدة بيانات كرة القدم.إي يو (الإنجليزية)
- جون ماكغفرن على موقع عالم كرة القدم.نت (الإنجليزية)